# Iraklia
Die griechische Insel Iraklia (griechisch Ηράκλεια (f. sg.), altgriechisch Ἡράκλεια Herakleia) ist die größte Insel der Kleinen Kykladen, die eine Untergruppe der Kykladen bilden. Zusammen mit drei unbewohnten kleinen Inselchen bildet sie den Gemeindebezirk Iraklia der Gemeinde Naxos und Kleine Kykladen innerhalb der Region Südliche Ägäis.

## Lage

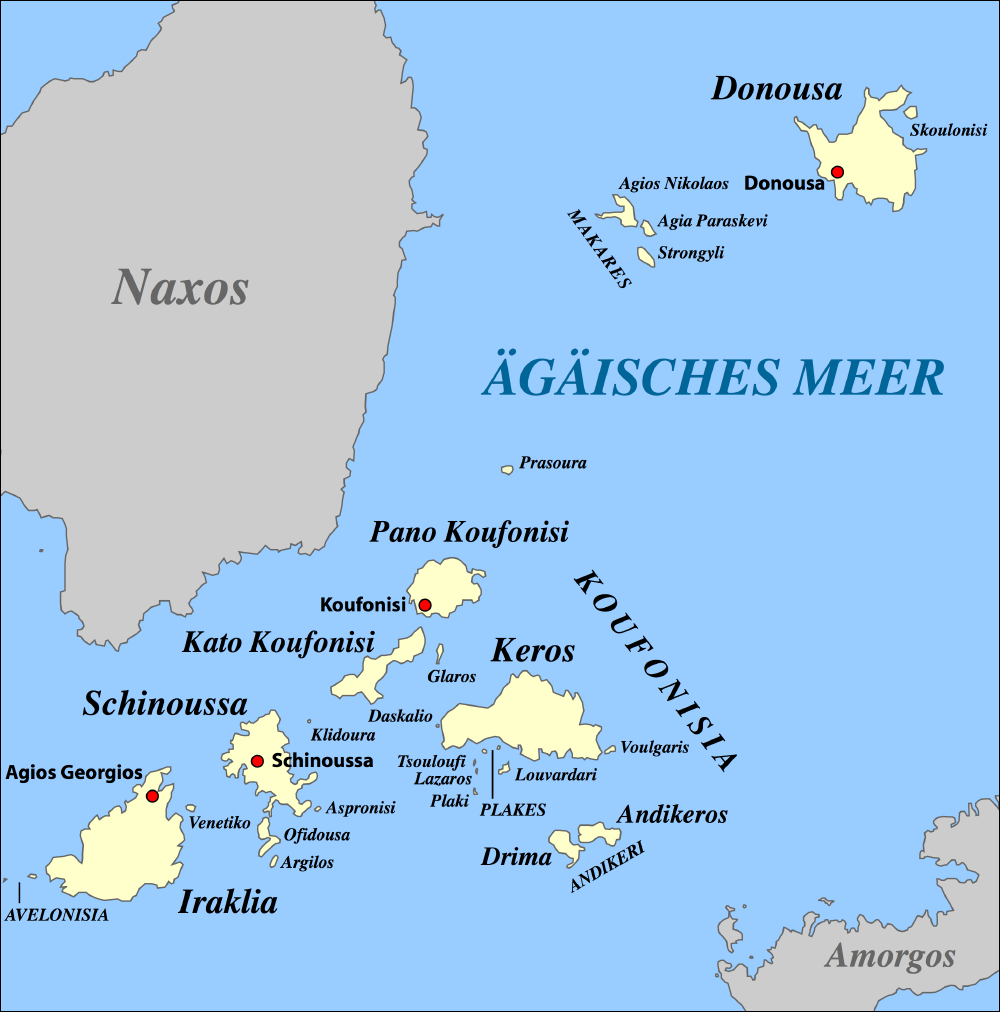
Kleine Kykladen

Iraklia ist mit 18,078 km² die flächengrößte und südwestlichste Insel der Kleinen Kykladen. Naxos liegt weniger als 6 km nördlich, Amorgos 24 km östlich, und Ios etwa 10 km südwestlich. Schinoussa, die nächstgelegene Insel, liegt nordöstlich. Die Entfernung beträgt 2,5 km. Die maximale Ausdehnung der Insel beträgt von Südwest nach Nordost etwa 7 km, von Nordwest nach Südost weniger etwa 4 km.
An der Ostseite liegt die unbewohnte Insel Venetiko weniger als 400 m entfernt. Die kleinen Felseninseln Megalos Avelas und Mikros Avelas liegen im Westen 400 m und 1,7 km entfernt.
Die höchsten Erhebungen der bergigen Insel Papas (Πάπας, 420 m) liegt im Süden. Das Landschaftsbild prägen zu großen Teilen die buschigen Vegetationsformen der Phrygana und Macchia.

## Geschichte

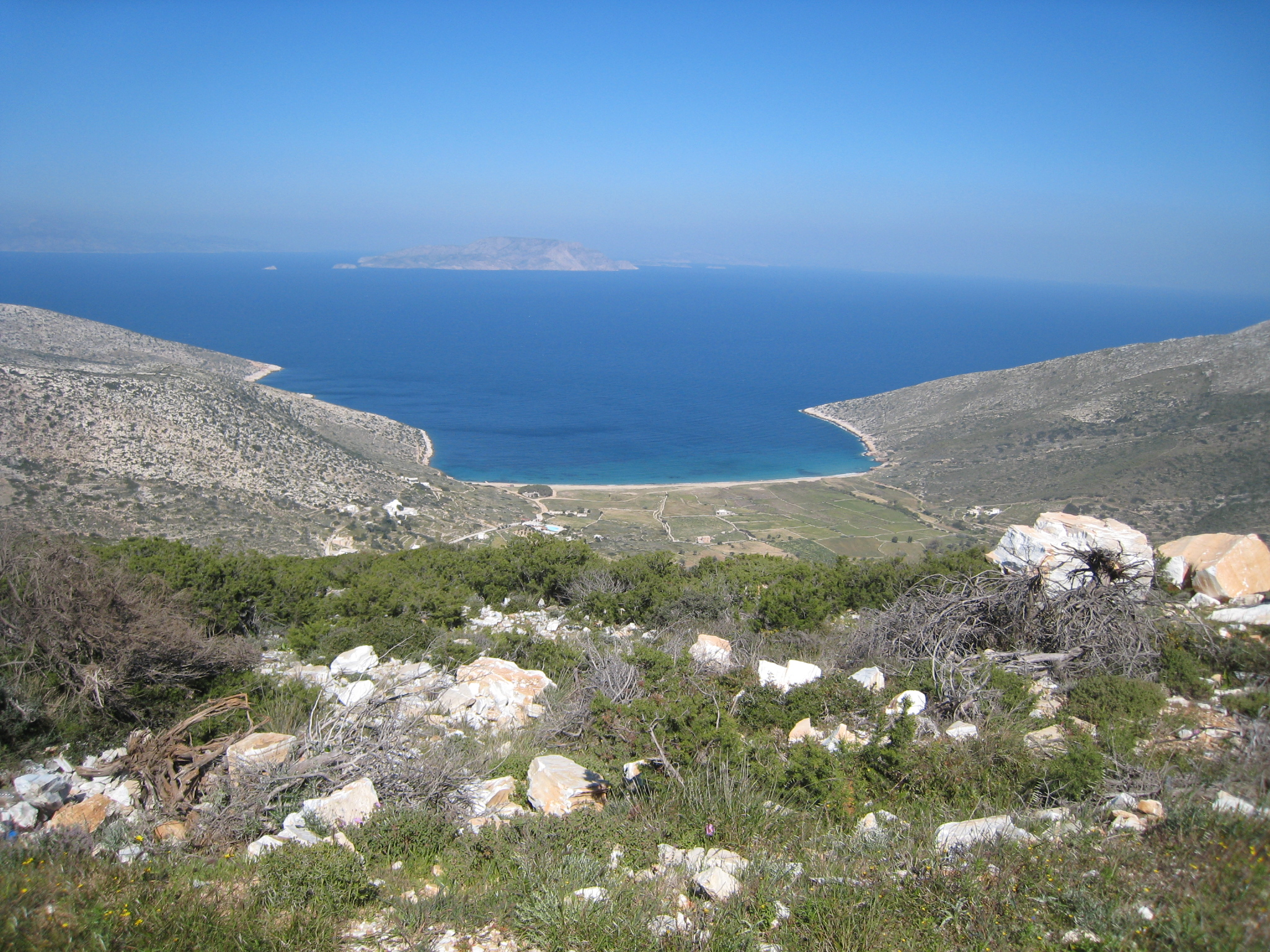
Iraklia am Horizont, Blick von der Insel Ios

Durch archäologische Ausgrabungen von zwei frühkykladischen Siedlungen in der Nähe von Agios Mamas (Άγιος Μάμας) und Kambos Agios Athanasios (Κάμπος Αγίου Αθανασίου) und eines Gräberfeldes mit Kistengräbern bei Agios Mamas konnte die Besiedelung der Insel im 3. Jahrtausends v. Chr. nachgewiesen werden. Die Lebensgrundlage der bronzezeitlichen Gesellschaft basierte auf Landwirtschaft, Viehzucht und Fischfang. Der Fund einer Obsidianklinge aus Milos beim Kap Agios Georgios (Ακρωτήριο Άγιος Γεώργιος) erbrachte zudem den Nachweis, dass die Insel am Seehandel der durch die Entwicklung der Handelswege und Navigation charakterisiert wird, beteiligt war.
Die Festung Kastro (Κάστρο) in der Nähe von Livadi südlich des Hafenorts Agios Georgios wurde vermutlich zwischen dem 4. und 2. Jahrhundert. v. Chr. errichtet. Eine Nutzung bis in römische Zeit ist wie an anderen Stellen der Insel nachweisbar.
Während des Mittelalters und der osmanischen Herrschaft bot Iraklia Piraten Unterschlupf.
Im Zweiten Weltkrieg besetzte zuerst Italien von 1941 bis 1943 und anschließend bis 1944 die deutsche Wehrmacht Iraklia.

## Gliederung
Der Gemeindebezirk Iraklia zählt 141 Einwohner und gliedert sich in
- Iraklia (Ηράκλεια (f. sg.)) auch Panagia (Παναγιά (f. sg.)) oder Pano Mera (Πάνω Μερά), 36 Einwohner, in der Inselmitte gelegen
- Agios Georgios (Άγιος Γεώργιος (m. sg.)) auch Limani (Λιμάνι (n. sg.)), 105 Einwohner, Hafenort

sowie die unbewohnten Inseln
- Venetiko (Βενέτικο (n. sg.))
- Megalos Avelas (Μεγάλος Αβελάς (m. sg.))
- Mikros Avelas (Μικρός Αβελάς (m. sg.))

## Sehenswürdigkeiten
Agios Ioannis Höhle
Die Tropfsteinhöhle Agios Ioannis (Σπήλαιο Αγίου Ιωάννη) liegt in unmittelbarer Nähe der Südwestküste. Ein enger Korridor von knapp über einem halben Meter Durchmesser führt zur ersten großen Kammer von etwa 27 × 17 m und 10 m Höhe. Danach folgen fünf weitere Kammern. Zahlreiche Stalagmiten und Stalaktiten haben sich in der Höhle gebildet. Die Gesamtlänge beträgt 80 m die Fläche etwa 2000 m². Am tiefsten Punkt befindet sich ein kleiner Teich. Nach mündlicher Überlieferung erhielt die Höhle ihren Namen von einer Ikone des heiligen Johannes, als ein Schäfer Zuflucht vor einem Sturm suchte, die Höhle zufällig entdeckte und im Inneren die Ikone fand.
Jedes Jahr am 28. August dem Vorabend des Todestages Johannes des Täufers wird in den beiden ersten, mit Kerzen beleuchteten, Höhlekammern ein Abendgottesdienst gefeiert.
Neben der Haupthöhle gibt es noch eine kleinere Höhle von 8 × 30 m und einer Deckenhöhe von 5 m.

## Naturschutz
Iraklia ist Teil der Natura 2000 Gebiete
- GR 4220013 Mikres Kyklades: Irakleia, Schinoussa, Koufonisia, Keros, Antikeri kai thalassia zoni (Μικρές Κυκλάδες: από Κέρο μέχρι Ηράκλεια, Σχοινούσσα, Κουφονήσια, Κέρος, Αντικέρι και θαλάσσια ζώνη).[3] (zudem auch als Important Bird Area eingestuft.[4])
- GR 4220021 Nisos Irakleia, Nisi Makares, Mikros kai Megalos Avela, Nisida Venetiko Irakleias (Νήσος Ηρακλειά, Νήσοι Μακάρες, Μικρός και Μεγάλος Αβελάς, Νησίδα Βενέτικο Ηρακλειάς)

## Wirtschaft
Neben der nur sehr spärlichen Landwirtschaft und Fischerei stellt der noch in den Kinderschuhen steckende Tourismus eine Einnahmequelle der Bevölkerung dar. Mittlerweile wird die Insel regelmäßig von Fähren angefahren.

## Sonstiges
Die Wasserversorgung der Insel erfolgt über Tankschiffe, die den Transport vom Festland sicherstellen. Eine schwimmende Pilot-Entsalzungsanlage wurde von der Universität der Ägäis mithilfe von EU-Fördermitteln errichtet, produzierte jedoch weit weniger als die geplanten 70 m³ Wasser und liegt daher seit 2007 still. Sie ist mittlerweile wegen unterlassener Wartungsarbeiten nicht mehr funktionsfähig. Der benötigte Strom sollte aus Wind- und Sonnenenergie erzeugt werden.